# Впритык
«Впритык» (англ. Due Date) — комедия режиссёра Тодда Филлипса. В главных ролях — Роберт Дауни-младший (Питер) и Зак Галифианакис (Итан). Фильм вышел в прокат 5 ноября 2010 года.

## Сюжет
Питер готовится стать отцом и находится на грани нервного срыва. Он собирался с командировки ехать к беременной жене, но из-за незнакомца в самолёте его снимают с рейса. Питер Хайман забывает забрать сумку с вещами. И из-за безысходности ему приходится ехать до дома с незнакомцем из самолёта (Итан Трембле/Чейз), чтобы успеть добраться домой к рождению собственного ребенка. Но Питер ещё не знает, какие сюрпризы преподнесёт ему жизнь в этой поездке.

## В ролях
- Роберт Дауни-младший — Питер Хайман
- Зак Галифианакис — Итан Трембле/Итан Чейз
- Мишель Монаган — Сара Хайман
- Джейми Фокс — Дэррилл
- Джульетт Льюис — Хейди
- RZA — досмотрщик
- Дэнни Макбрайд — Лонни
- Мэтт Уолш — агент TSA
- Тодд Филлипс — Барри
- Мими Кеннеди — мама Сары
- Киган-Майкл Ки — новый отец
- Чарли Шин — Чарли Харпер (камео)
- Джон Крайер — Алан Харпер (камео)

Сцены с Ангусом Ти Джонсом (в роли Джейка Харпера из «Два с половиной человека») и Аланом Аркином (в роли давно потерянного отца Питера) не попали в окончательном вариант фильма.

## Саундтрек
| №   | Название                                          | Исполнитель      | Длительность |
| --- | ------------------------------------------------- | ---------------- | ------------ |
| 1.  | «Hold On, I'm Comin'»                             | Sam & Dave       | 2:31         |
| 2.  | «New Moon Rising»                                 | Wolfmother       | 3:45         |
| 3.  | «Is There a Ghost»                                | Band of Horses   | 2:59         |
| 4.  | «People Are Crazy»                                | Билли Каррингтон | 3:51         |
| 5.  | «White Room»                                      | Cream            | 4:58         |
| 6.  | «This Is Why I'm Hot»                             | Mims             | 4:17         |
| 7.  | «Sweet Jane»                                      | Cowboy Junkies   | 3:35         |
| 8.  | «Amazing Grace»                                   | Род Стюарт       | 2:02         |
| 9.  | «Check Yo Self (feat. Chuck D with Lisa Kekaula)» | Ice Cube         | 3:25         |
| 10. | «Glaucoma»                                        | Кристоф Бек      | 2:13         |
| 11. | «A Good Sign»                                     | Кристоф Бек      | 1:36         |
| 12. | «Ethan's Theme»                                   | Кристоф Бек      | 1:19         |

Песни прозвучавшие в фильме, но не вошедшие в саундтрек:
- Closing Time — Дэнни Макбрайд
- Mykonos — Fleet Foxes
- Old Man (Live at Massey Hall) — Нил Янг
- Hey You — Pink Floyd